# Odonellia
Odonellia, biljni rod iz porodice slakovki smješten u tribus Aniseieae kojemu pripada mu 3 vrste trajnica penjačica raširenih od južnog Meksika do Brazila
Rod je opisan u Brittonia 34(4): 417–418. 1982.

## Vrste
1. Odonellia calycina (Meisn.) Staples; ined.
2. Odonellia eriocephala (Moric.) K.R.Robertson
3. Odonellia hirtiflora (M.Martens & Galeotti) K.R.Robertson